# Góc phương vị

azimuth - góc phương vị

Góc phương vị (tiếng Anh: azimuth /ˈæzɪməθ/ ⓘ, từ tiếng Ả Rập "السَّمْت" as-sumūt, nghĩa là "các phương hướng") là một góc đo trong hệ thống định vị cầu. Như hình bên, góc phương vị là góc giữa vector bắc (N) và ảnh chiếu vuông góc của ngôi sao xuống đường chân trời.